# أنجيلا جاكسون
أنجيلا جاكسون (بالإنجليزية: Angela Jackson)‏ (25 يوليو 1951)؛ كاتِبة، شاعرة وروائية أمريكية.